# Bistum Ondjiva
Das Bistum Ondjiva (lat.: Dioecesis Ondiivana) ist eine in Angola gelegene römisch-katholische Diözese mit Sitz in Ondjiva. Es umfasst die Provinz Cunene.

## Geschichte
Papst Paul VI. gründete das Bistum Pereira de Eça mit der Apostolischen Konstitution Quoniam apprime am 10. August 1975 aus Gebietsabtretungen der Bistümer Sá da Bandeira und Nova Lisboa und es wurde dem Erzbistum Luanda als Suffragandiözese unterstellt.
Am 3. Februar 1977 wurde es ein Teil der Kirchenprovinz Lubango. Am 16. Mai 1979 nahm es den aktuellen Namen an. Erst 1988 erhielt das Bistum mit Fernando Guimarães Kevanu seinen ersten Bischof.

## Bischöfe
- Fernando Guimarães Kevanu (1988–2011)
- Pio Hipunyati (seit 2011)